# Gaspar de Zúñiga y Avellaneda
Gaspar de Zúñiga y Avellaneda (Cáceres, 1507-Jaén, 3 de enero de 1571) fue un noble eclesiástico español de la Casa de Zúñiga, profesor de teología en la Universidad de Salamanca, electo obispo de Segovia, arzobispo de Santiago de Compostela, arzobispo de Sevilla, cardenal de la Iglesia Católica, participante en el Concilio de Trento.

## Filiación
Hijo de Francisco de Zúñiga Avellaneda y Velasco, III conde de Miranda del Castañar, señor de Avellaneda, Aza, Íscar, Peñaranda de Duero y otras villas más, grande de España, y de su esposa María Enríquez de Cárdenas, hija de Gutierre de Cárdenas Chacón, comendador mayor de León, y de su esposa Teresa Enríquez de Alvarado, prima hermana del rey Fernando II "el Católico". Gaspar era sobrino del cardenal obispo de Burgos Iñigo López de Mendoza y Zúñiga.

## Estudios
Gaspar estudió en la Universidad de Salamanca, siendo alumno de Francisco de Vitoria, y se doctoró en teología. Fue rector de la Universidad el curso 1539-40.
El príncipe Felipe durante su estadía en Salamanca en noviembre de 1543, con motivo de su primera boda con la princesa María Manuela de Portugal, escuchó sus discursos y conclusiones. El tiempo que pasó en la Universidad, le dejó gran recuerdo, que le hizo convertirse en promotor de Universidades en su reino.

## Abad, profesor, obispo de Segovia
Gaspar fue nombrado abad de Castro en la catedral de Burgos, luego abad de la colegiata de San Isidoro de León. Cargos que desempeñó hasta 1547. Profesor de teología en la Universidad de Salamanca hasta 1550. Fue elegido el 27 de junio de 1550 obispo de Segovia. Acompañó a Maximiliano de Austria (sobrino del emperador Carlos V), regente de España, a su viaje a la corte imperial en octubre de 1550. Tomó parte activa en las deliberaciones de las sesiones XV y XVI del Concilio de Trento, regresando a Segovia en diciembre de 1551. Socorrió a los pobres necesitados de su diócesis. En 1555 fue mandado visitador a la Universidad de Alcalá, por mandato del emperador Carlos I de España.

## Arzobispo de Santiago de Compostela
Gaspar fue promovido el 21 de octubre de 1558 arzobispo de Santiago de Compostela, cargo que tomó posesión el 11 de febrero de 1559. Hizo grandes donativos a la catedral de Santiago. Creó la Cofradía del Santísimo Sacramento en todas las iglesias parroquiales de su diócesis. Hizo ampliar la casa-hospicio de niños para remedio de la gran hambre que asoló en 1563 Galicia y años después en 1566 la peste. Convocó y presidió el Concilio Provincial Compostelano, que tuvo lugar en Salamanca del 8 de septiembre de 1565 al 28 de abril de 1569. Redactó la Nuevas Constituciones de la S.A.M. Iglesia de Santiago, firmadas por él el 21 de junio de 1569, que forman un conjunto de normas y disposiciones, aplicando las normas del Concilio de Trento y conforme al celebrado Concilio Provincial Compostelano. Reformó el Breviarium Compostellanum y lo mandó imprimir en Salamanca en 1568.
En el proceso por herejía ante el tribunal de la Inquisición, del que era acusado el cardenal arzobispo de Toledo, fray Bartolomé de Carranza y Miranda, el rey Felipe II nombró en 1561 a Gaspar de Zúñiga y Avellaneda, Juez de Causa, en lugar del cardenal arzobispo de Sevilla, Fernando de Valdés. El proceso duró años. Finalmente el papa Gregorio XIII dio sentencia absolutoria el 14 de abril y el 2 de mayo de 1576 falleció el acusado.

## Arzobispo de Sevilla, cardenal
Gaspar, a su petición, fue transferido el 22 de junio de 1569 a la sede de Sevilla. Alonso Revenga, arcediano de Santiago, luego deán de Sevilla, tomó posesión de la sede en su nombre el 13 de octubre de 1569. El papa Pio V le concedió el 16 de mayo de 1570 el capelo de cardenal con el título de Santa Bárbara.
Siendo cardenal arzobispo de Sevilla formó junto con su sobrino Francisco de Zúñiga y Sotomayor, IV duque de Béjar y Plasencia, la comitiva que fue comisionada por el rey Felipe II para recibir en Santander a su futura cuarta esposa, la princesa Ana de Austria, hija del emperador Maximiliano II y de la emperatriz María, hermana de Felipe II. La princesa Ana arribó a Santander el 3 de octubre de 1570 acompañada por Fernando Álvarez de Toledo, III duque de Alba. El cardenal y el duque de Béjar acompañaron a la princesa en el viaje por Burgos y Valladolid a Segovia. El cardenal arzobispo de Sevilla Gaspar de Zúñiga y Avellaneda, con el beneplácito del obispo de Segovia, Diego de Covarrubias, celebró la ceremonia de bodas del rey Felipe II con Ana de Austria en la catedral de Segovia el 12 de noviembre de 1570.
Gaspar falleció en Jaén el 3 de enero de 1571. Sus restos mortales fueron trasladados a la catedral de Sevilla y sepultados en la capilla de la Virgen de la Antigua.
| Predecesor: Antonio Ramírez de Haro | Obispo de Segovia 1550-1558                   | Sucesor: Francisco de Benavides y Velasco |
| Predecesor: Alfonso de Castro       | Arzobispo de Santiago de Compostela 1558-1569 | Sucesor: Cristóbal Fernández Valtodano    |
| Predecesor: Fernando de Valdés      | Arzobispo de Sevilla 1569-1571                | Sucesor: Cristóbal de Rojas y Sandoval    |